# Petrelec wielki
Petrelec wielki (Macronectes halli) – gatunek dużego ptaka morskiego z rodziny burzykowatych (Procellariidae). Występuje na wszystkich oceanach półkuli południowej, głównie pomiędzy zwrotnikiem Koziorożca i południowym kołem podbiegunowym. Nie jest zagrożony.

## Systematyka
Gatunek został opisany naukowo przez G.M. Mathewsa w 1912 roku, miejsce typowe to Wyspy Kerguelena. Monotypowy. Długo był uznawany za podgatunek petrelca olbrzymiego (M. giganteus); w obszarach sympatrycznego występowania zdarza się hybrydyzacja, ale ograniczają ją różnice występowania pory lęgowej i w strukturze społecznej.
Pochodzenie nazwy: Macronectes: gr. μακρóς makros – długi, daleki; νηκτής nēktēs – pływak, od νήχω nēkhō – pływać; halli – od nazwiska australijskiego ornitologa Roberta Halla (1867–1949).

## Charakterystyka
Petrelec wielki jest dużym ptakiem, porównywalnym wielkością z albatrosami. Mierzy od 80 do 95 cm, rozpiętość skrzydeł to 150–210 cm, masa ciała dorosłej samicy to 3050–4500 g, a samca 4150–5800 g. Ptaki te mają masywny dziób, długości 90–105 mm, różowożółty z różowo-brunatnym, zakończeniem. Upierzenie dorosłych jest szarobrązowe, z bledszym czołem, policzkami i brodą; oko jest szare lub białawe. Młode ptaki są ciemnobrązowe, kolor blednie z wiekiem.

## Występowanie
Jest to ptak morski, który występuje na bardzo dużym obszarze, jest spotykany nad wodami otwartymi i przybrzeżnymi, szczególnie w pobliżu lęgowisk pingwinów. Rozmnaża się na wyspach subantarktycznych: Georgii Południowej, Wyspach Księcia Edwarda, Wyspach Crozeta, Wyspach Kerguelena, Macquarie, Wyspach Auckland, Wyspach Campbella, Wyspach Antypodów i Wyspach Chatham; w czasach historycznych gnieździł się też na wysepkach w pobliżu Wyspy Stewart. Jest spotykany u wybrzeży Ameryki Południowej w Chile, na Falklandach, w Argentynie i Urugwaju, aż po Brazylię; występuje u wybrzeży Afryki Południowej, południowej części Australii i Antarktydy w pobliżu Morza Weddella. Obserwowany także w Namibii i Mozambiku, zalatuje na Reunion.

## Pożywienie
Ptaki te żerują na padlinie pingwinów i płetwonogich, jedzą głowonogi, kryla, ryby i odpadki wyrzucone ze statków; często są widywane w pobliżu statków rybackich (trawlerów i longlinerów). Samice i samce żerują osobno: w sezonie lęgowym samce przebywają na wybrzeżach, w pobliżu kolonii pingwinów i płetwonogich, podczas gdy samice szukają pokarmu w otwartej toni wodnej.

## Lęgi
Ptaki rozpoczynają sezon lęgowy w sierpniu, powracając z oceanów na lęgowiska. Okres składania jaj trwa około 3 tygodni. Na obszarach współwystępowania gatunków, petrelec wielki odbywa lęgi około sześć tygodni wcześniej niż petrelec olbrzymi. Ptaki zaczynają lęgi w wieku około 10 lat.

## Status i ochrona
Największa populacja petrelców wielkich gnieździ się na Georgii Południowej i liczy około 4310 par, druga co do wielkości na Wyspach Chatham (ok. 2100 par). Ocenia się, że łącznie żyje 11 800 par lęgowych tych ptaków. Ocenia się, że liczebność tego gatunku rośnie, przypuszczalnie na skutek wzrostu liczebności uchatek: kotika subantarktycznego (Arctocephalus tropicalis) i kotika antarktycznego (A. gazella), zwiększonej liczby odpadów generowanych przez rybołówstwo i wprowadzenia metod ograniczenia przyłowu. Międzynarodowa Unia Ochrony Przyrody uznaje go za gatunek najmniejszej troski, choć zaleca też monitorowanie populacji i lęgowisk.